# Анна Пророчица (Ветхий Завет)
Пророчица А́нна (ивр. חנה‎, Ханна) — мать пророка Самуила (1Цар. 1; 2:1—21).
Происходила из города Армаефма, состояла в супружестве с Елканой (Эльканой), мужем из колена Левиина. Была бесплодна, поэтому её муж взял себе другую жену — Феннану. Анна сильно скорбела и много молилась Богу. Однажды в Силоме она молилась, упав перед Скинией, и первосвященник Илий (Эли), увидев, как шевелятся её губы, принял Анну за пьяную и укорил её. Но Анна рассказала ему о своём горе, и Илий произнёс: «Иди с миром, и Бог Израилев исполнит прошение твоё».
После этого она зачала, и родила Самуила (букв. «испрошенный у Бога»). Когда мальчик подрос, его отвели в Силом к Илию и посвятили Господу. Самуил же остался при Скинии служить Господу. Впоследствии Анна имела ещё троих сыновей и двух дочерей.
Торжествующая благодарственная песнь Господу святой пророчицы Анны (1Цар. 2:1—10) предваряет как мессианские пророчества Исайи, так и песнь Богородицы (Лк. 1:46—55).
Димитрий Ростовский относит смерть Анны к 1100 году до н. э. Память в Православной церкви совершается (по юлианскому календарю) 23 июля и 9 декабря.